# Haplolepinae
Sous-famille
Les Haplolepinae sont une sous-famille fossile de poissons à nageoires rayonnées de la famille également fossile des Haplolepidae.

## Classification
La sous-famille des Haplolepinae est créée en 1944 par le géologue et paléontologue britannique Thomas Stanley Westoll (1912-1995).

## Liste des genres
- † Haplolepis Miller, 1892 − genre type
- † Microhaplolepis Lowney, 1980
- † Protohaplolepis Lowney, 1983

### Publication originale
- [1944] (en) Thomas Stanley Westoll, « The Haplolepidae, a new family of late Carboniferous bony fishes: a study in taxonomy and evolution », Bulletin of the American Museum of Natural History, vol. 83, no 1,‎ 7 juillet 1944, p. 1-122 (lire en ligne).